# Accord Transport Perissables
Accord Transport Perissables (ATP,  Overeenkomst Bederfelijk Transport) is een overeenkomst die het internationale grensoverschrijdende vervoer van aan bederf onderheven levensmiddelen regelt. Voor dit vervoer moet gebruik worden gemaakt van goedgekeurde koel- en/of vriesvoertuigen. Het maakt niet uit of dit vervoer plaatsvindt over de weg, per spoor, door de lucht of over water. 
Het verdrag werd getekend op 1 september 1970 in Genève. Inmiddels zijn de meeste Europese landen partij bij het verdrag, naast o.a. Tunesië, Marokko en de Verenigde Staten van Amerika. Zwitserland heeft het verdrag ondertekend maar niet geratificeerd. 
De regeling legt voor de verschillende bevroren of gekoelde levensmiddelen maximumtemperaturen vast die tijdens het vervoer moeten gehandhaafd worden. Bij koude buitentemperaturen moet soms ook een minimumtemperatuur van 12° gehandhaafd worden. 
Wanneer tijdens een transport niet aan deze voorwaarden voldaan is, mag het land van aankomst, hetzij de levensmiddelen niet toelaten, hetzij toelaten onder voorwaarden. 
De vervoermiddelen, vrachtwagens of opleggers, moeten gekeurd worden vóór de eerste indienstneming en vervolgens periodiek.  
Het ATP-akkoord handelt alleen over grensoverschrijdend vervoer maar sommige landen hebben deze regeling ook overgenomen voor hun binnenlands verkeer (bijvoorbeeld België: Wet van 11 juli 1979). 

## Sticker
Als de vrachtwagen ATP-goedgekeurd is komt op de zijkant van het voertuig een sticker. Op die sticker staan:
- Soort voertuig
- De isolatiewaarde
- De temperaturen die bereikt kunnen worden
- De maand en het jaar tot wanneer de keuring geldig is

## Certificaat
In het voertuig moet een certificaat van goedkeuring aanwezig zijn, waarin is aangegeven dat het voertuig aan alle voorgeschreven eisen voldoet. Dit certificaat is zes jaar geldig.